# Jeremy Munday
Jeremy Munday (* 18. Mai 1960) ist ein britischer Sprach- und Übersetzungswissenschaftler. Er lehrt als Professor für Übersetzungswissenschaft an der University of Leeds und ist als Übersetzer für die Sprachkombinationen Spanisch-Englisch und Französisch-Englisch tätig.

## Leben
Jeremy Munday promovierte 1997 an der University of Bradford zum Thema Systems in translation: A computer-assisted systemic analysis of the translation of García Márquez, jedoch wurde die Dissertation nicht veröffentlicht. Danach war er zunächst Dozent für Romanistik an der University of Surrey, bevor er die Professur für Übersetzungswissenschaft an der University of Leeds übernahm.

## Forschungsschwerpunkte
- Translatologie, mit dem Schwerpunkt Stilistik, Diskursanalyse und Textanalyse in der Übersetzung
- deskriptive Translatologie
- theoretische Translatologie
- Ideologie in der Übersetzung von literarischen und politischen Texten mit dem Schwerpunkt Spanien und Lateinamerika
- systemisch-funktionale Linguistik

## Mitgliedschaften
- International Association for Translation and Intercultural Studies (IATIS)
- Wissenschaftlicher Beirat, The Linguist (Chartered Institute of Linguists)
- Wissenschaftlicher Beirat, The Interpreter and Translator Trainer (St Jerome Publishing)
- Wissenschaftlicher Beirat, Hermeneus (Universidad de Valladolid)
- Wissenschaftlicher Beirat, Monografías de traducción e interpretación (MONTSI) (Universidad de Alicante)
- Wissenschaftlicher Beirat, Linguistica Antverpiensia New Series (Artesis Hogeschool Antwerpen)

## Publikationen (Auswahl)

### Monographien
- 2012: Introducing Translation Studies: Theories and applications. Routledge, Abingdon/New York 2012, 3. Auflage, ISBN 978-0-415-58489-0
- 2012: Evaluation in Translation: A study of critical points in translator decision-making. Routledge, 2012, ISBN 978-0-415-57769-4
- 2008: The Routledge Companion to Translation Studies (Hrsg.). Routledge, London/New York 2012, ISBN 978-0-415-39641-7
- 2008: Introducing Translation Studies: Theories and applications. Routledge, Abingdon/New York 2008, 2. Auflage, ISBN 978-0-415-39693-6
- 2007: Style and Ideology in Translation: Latin American writing in English. Routledge, New York 2007[4], ISBN 978-0-415-87290-4
- 2007: Translation as Intervention. (Hrsg.). Continuum and IATIS, London 2007, ISBN 978-0-8264-9519-8
- 2004: Hatim, Basil, Jeremy Munday: Translation: An advanced resource book. Routledge, London/New York 2004, ISBN 978-0-415-28306-9
- 2001: Introducing Translation Studies: Theories and applications. Routledge, London/New York 2001, ISBN 978-0-415-22926-5

## Übersetzungen
- 2002: Sánchez, Javier García: Induráin: A tempered passion. Mousehold, Norwich 2002, ISBN 978-1-874739-23-4
- 1998: Ortega, Julio, Carlos Fuentes (Hrsg.): Picador Book of Latin American Short Stories. Picador/Macmillan, London 1998 (Übersetzung von 15 Kurzgeschichten), ISBN 978-0-330-33954-4
- 1996: Garmendia, Salvador: Memories of Altagracia. Peter Owen, London 1996